# Phyllanthus tritepalus
Phyllanthus tritepalus är en emblikaväxtart som beskrevs av Maurice Schmid. Phyllanthus tritepalus ingår i släktet Phyllanthus och familjen emblikaväxter. Inga underarter finns listade i Catalogue of Life.